# Z20 Karl Galster
Z20 Karl Galster – niemiecki niszczyciel typu 1936 (Diether von Roeder) z okresu II wojny światowej. Po wojnie, w latach 1946–1954 służył w marynarce ZSRR pod nazwą Procznyj (Прочный).

## Budowa
Zamówiony wraz z innymi okrętami tego typu 6 stycznia 1936, położenie stępki – 14 września 1937, wodowanie – 15 czerwca 1938, wejście do służby – 21 marca 1939. Zbudowany w stoczni Deschimag AG w Bremie (numer stoczniowy W923). W systemie oznaczeń niemieckich niszczycieli miał przydzielony numer Z20 (rzadko używany w oficjalnych dokumentach), przed wojną nosił numer burtowy 42. Budowa kosztowała 12,87 mln Reichsmark.
Nazwę nadano mu na cześć niemieckiego kapitana marynarki, dowódcy niszczyciela S 22 z I wojny światowej, poległym gdy jego okręt wszedł na minę 26 marca 1918 koło Terschelling.

## Służba

### Morze Północne 1939-1940
Po wybuchu II wojny światowej działał na Morzu Północnym. Od października 1939 do lutego 1940 uczestniczył w trzech nocnych operacjach stawiania zagród minowych na wodach angielskich, na skutek których zatonęło ponad 20 statków:

– 17/18 października 1939 w ujściu rzeki Humber (wraz z niszczycielami „Wilhelm Heidkamp”, „Friedrich Eckoldt”, „Diether von Roeder”, „Hans Lüdemann” i „Hermann Künne”),

– 12/13 listopada 1939 u ujścia Tamizy (z niszczycielami „Wilhelm Heidkamp, „Hans Lüdemann” i „Hermann Künne”),

– 10/11 stycznia 1940 pod Newcastle (wraz z „Anton Schmitt”, „Wilhelm Heidkamp”, „Richard Beitzen”, „Friedrich Ihn” i „Friedrich Eckoldt”).
W dniach 18–20 lutego 1940 wraz z „Wilhelm Heidkamp” eskortował pancerniki „Scharnhorst” i „Gneisenau” i krążownik „Admiral Hipper” w operacji Nordmark przeciw żegludze pomiędzy Norwegią a Szetlandami, zakończonej bez sukcesów. W marcu-kwietniu 1940 był remontowany i nie wziął udziału w inwazji na Norwegię (w toku inwazji zostały zatopione pod Narwikiem wszystkie pozostałe niszczyciele typu 1936 i „Galster” pozostał jedynym reprezentantem typu, działając później wspólnie z niszczycielami typu 1934).
W dniach 4–10 czerwca 1940 wziął udział w operacji Juno – eskorcie pancerników „Scharnhorst” i „Gneisenau” i krążownika „Admiral Hipper” atakujących alianckie transporty z Norwegii (z niszczycielami „Hermann Schoemann”, „Erich Steinbrick” i „Hans Lody” i torpedowcami „Falke” i „Jaguar”). Później, w dniach 25–28 lipca 1940 eskortował z Trondheim do Kilonii storpedowany pancernik „Gneisenau” (z krążownikiem „Nürnberg”, niszczycielami „Friedrich Ihn”, „Paul Jacobi”, „Hans Lody” i 5 torpedowcami).
Nocami 14/15 sierpnia, 1/2 i 7/8 września 1940 trzykrotnie osłaniał operacje stawiania zagród minowych na południowo-zachodnim Morzu Północnym (odpowiednio: SW2, SW3 i SW0), w tym 14/15 sierpnia sam z niszczycielem „Paul Jacobi” stawiał miny.

### Zachodnia Francja 1940
11 września 1940 „Galster” został przebazowany do zachodniej Francji z innymi niszczycielami w związku z planami inwazji na Anglię i operował z Cherbourga, następnie Brestu. W nocy z 28 na 29 września 1940 stawiał miny na wodach angielskich (w zatoce Falmouth, wraz z „Paul Jacobi”, „Friedrich Ihn”, „Hans Lody”, „Erich Steinbrinck”, pod osłoną „Friedrich Eckoldt” i „Theodor Riedel”). Podczas kolejnej akcji w nocy z 17/18 października, wraz z „Erich Steinbrinck”, „Friedrich Ihn” i „Hans Lody” wziął udział w pojedynku artyleryjskim z brytyjskimi krążownikami „Newcastle” i „Emerald” oraz niszczycielami, przerwanym przez Niemców.
Wraz z „Hans Lody” i „Richard Beitzen”, w nocy na 25 listopada 1940 zatopił w rejonie przylądka Lizard holenderski statek „Apollonia” (2156 BRT) i uszkodził statek „Stadion II”, a 29 listopada 1940 brał udział w zatopieniu 3 małych statków. Uczestniczył w następującym starciu z brytyjskimi niszczycielami rano 29 listopada koło przylądka Lizard, w którym „Hans Lody” uszkodził niszczyciel „Javelin”. 9 grudnia 1940 „Galster” wraz z „Hans Lody” powrócił do Niemiec, po czym był remontowany do kwietnia 1941.
Mimo planów, nie brał udziału w eskorcie pancernika „Bismarck” do Norwegii, podczas jego wypadu na Atlantyk w maju 1941. 11–13 czerwca 1941 eskortował (wraz z „Eckoldtem”, „Lody”, Z23 i Z24) z Kilonii do Trondheim krążownik „Lützow”, który jednak został 12 czerwca uszkodzony torpedą lotniczą, po czym został odkonwojowany do Kilonii.

### Północna Norwegia i Arktyka 1941-1943
Od końca czerwca do listopada 1941 „Galster” działał przeciwko ZSRR na dalekiej północy, z baz w Norwegii (Kirkenes), w składzie 1. dywizjonu 6. Flotylli. Podczas pierwszej akcji 13 lipca wraz z „Lody” i „Hermannem Schoemannem” (lub „Beitzenem”) zatopił radziecki patrolowiec (uzbrojony trawler) SKR-22 „Passat” i dwa trawlery RT-32 i RT-67 przedsiębiorstwa EPROM, holujące pontony do ratunkowych prac podwodnych (RT-32 uszkodzony wyrzucił się na brzeg). W kolejnej akcji 22–29 lipca Niemcy zatopili okręt hydrograficzny „Meridian” (wraz z „Friedrich Eckoldt”, „Herman Schoemann” i „Richard Beitzen”). Podczas dalszej służby na północy, „Galster” głównie eskortował konwoje. 30 sierpnia 1941 „Galster” i „Lody” eskortowały konwój, z którego składu brytyjski okręt podwodny „Trident” zatopił dwa transportowce wojska „Donau” i „Bahia Laura”. 30 listopada 1941 „Galster” jako ostatni z flotylli, został odesłany do remontu do Niemiec, trwającego do maja 1942. Do tego czasu okręt przebył 22 883 mil morskich. W tym okresie wzmocniono lekkie uzbrojenie plot (działka 20 mm).
Po remoncie, od czerwca 1942 ponownie działał w Norwegii, lecz 3 lipca 1942 uszkodził śrubę i wał na skale podwodnej (razem z „Hans Lody” i „Theodor Riedel”). Po remoncie, działał w Cieśninach Duńskich od grudnia 1942 do marca 1943, po czym od marca do listopada 1943 ponownie w północnej Norwegii. W tym okresie działania niemieckiej floty nawodnej były mało aktywne i z większych operacji wziął jedynie udział w rajdzie niemieckich pancerników na Spitsbergen 6–9 września 1943 (operacja Zitronella). W listopadzie 1943 został wycofany do Niemiec i remontowany do kwietnia 1944.

### Działania w Cieśninach Duńskich i na Bałtyku 1943-1945
Od maja 1944 do końca wojny „Karl Galster” działał w rejonie Cieśnin Duńskich, m.in. eskortując konwoje przybrzeżne i biorąc udział w operacjach minowych. Wchodził w skład 5. Flotylli w Horten (z „Friedrich Ihn”, „Theodor Riedel”, „Richard Beitzen” i Z30). Nie brał już udziału w starciach sił nawodnych, natomiast był atakowany przez lotnictwo, głównie brytyjskie. Wzmocniono w tym okresie lekkie uzbrojenie przeciwlotnicze – pod koniec wojny okręt miał 6 działek automatycznych 37 mm M42 (2xII, 2xI) i 15 × 20 mm (1xIV, 4xII, 3xI).
Od początku 1945 wraz z pozostałymi sprawnymi niszczycielami działał na zachodnim Bałtyku, pomiędzy Gdynią a Kopenhagą, biorąc udział w ewakuacji uchodźców niemieckich z Pomorza, zwłaszcza ewakuując licznych uchodźców z Helu podczas ostatnich dni wojny w maju 1945. Kapitulacja Niemiec zastała go w Kopenhadze.

### Służba w ZSRR
Po wojnie, „Karl Galster” został przyznany ZSRR w ramach reparacji wojennych. W lutym 1946 z innymi przekazanymi okrętami został objęty przez radziecką załogę i przebazował do Lipawy. Został wcielony do służby pod nazwą „Procznyj”, w składzie Floty Południowo-Bałtyckiej. 30 listopada 1954 został przekształcony na hulk koszarowy PKZ-99, a 25 czerwca 1956 skreślony z listy floty i następnie złomowany.
Dowódcy:
- KK Freiherr von Mauchenheim: 21. 03. 1939 – 03. 08. 1942
- KK/FK Harmsen: 04. 08. 1942 – 05. 01. 1945
- FK Schmidt: 05. 01. 1945 – 10. 05. 1945

(FK – Fregattenkapitän – komandor porucznik, KK – Korvettenkapitän – komandor podporucznik)
Historia konstrukcji i opis okrętu – w artykule niszczyciele typu 1936.

## Dane techniczne
- wyporność:
  - standardowa: 2411 t
  - pełna: 3415 t
- wymiary:
  - długość: 125 m
  - długość na linii wodnej: 120 m
  - szerokość: 11,8 m
  - zanurzenie: 4,3 m
- napęd: 2 turbiny parowe o mocy łącznej 70 000 KM, 6 kotłów parowych Wagnera (ciśnienie robocze 70 at), 2 śruby
- prędkość maksymalna: 38 w
- zasięg: 2020 mil morskich przy prędkości 19 w
- zapas paliwa: 787 t mazutu
- załoga: 323

Uzbrojenie i wyposażenie: (początkowe)
- 5 dział kalibru 128 mm (nominalnie 12,7 cm) SK C/34 w pojedynczych stanowiskach, osłoniętych maskami (5xI)
  - długość lufy L/45 (45 kalibrów), donośność maksymalna 17,400 m, kąt podniesienia +30°, masa pocisku 28 kg, zapas amunicji – 120 na działo
- 4 działka przeciwlotnicze 37 mm SK C/30, półautomatyczne, podwójnie sprzężone na podstawach LC/30 (2xII)
- 6 działek przeciwlotniczych 20 mm (6xI)
- 8 wyrzutni torpedowych 533 mm (2xIV), 12-16 torped
- 18 bomb głębinowych (zrzutnia bg)
- możliwość zabrania 60 min morskich

- szumonamiernik GHG
- system kierowania ogniem artylerii głównej: dwa 4-metrowe dalmierze stereoskopowe (na nadbudówce dziobowej i śródokręciu), centrala artyleryjska C34/Z